# سه‌راه (فیلم)
سه‌راه یا سه‌راهی (به انگلیسی: Three Way) فیلمی محصول سال ۲۰۰۴ و به کارگردانی اسکات زیل است. در این فیلم بازیگرانی همچون دامینیک پرسل، جوی برایانت، الی لارتر، دزموند هرینگتون، دوایت یوآکم، جینا گرشان و رکسانا زال ایفای نقش کرده‌اند.